# St. Peter und Paul (Aldekerk)

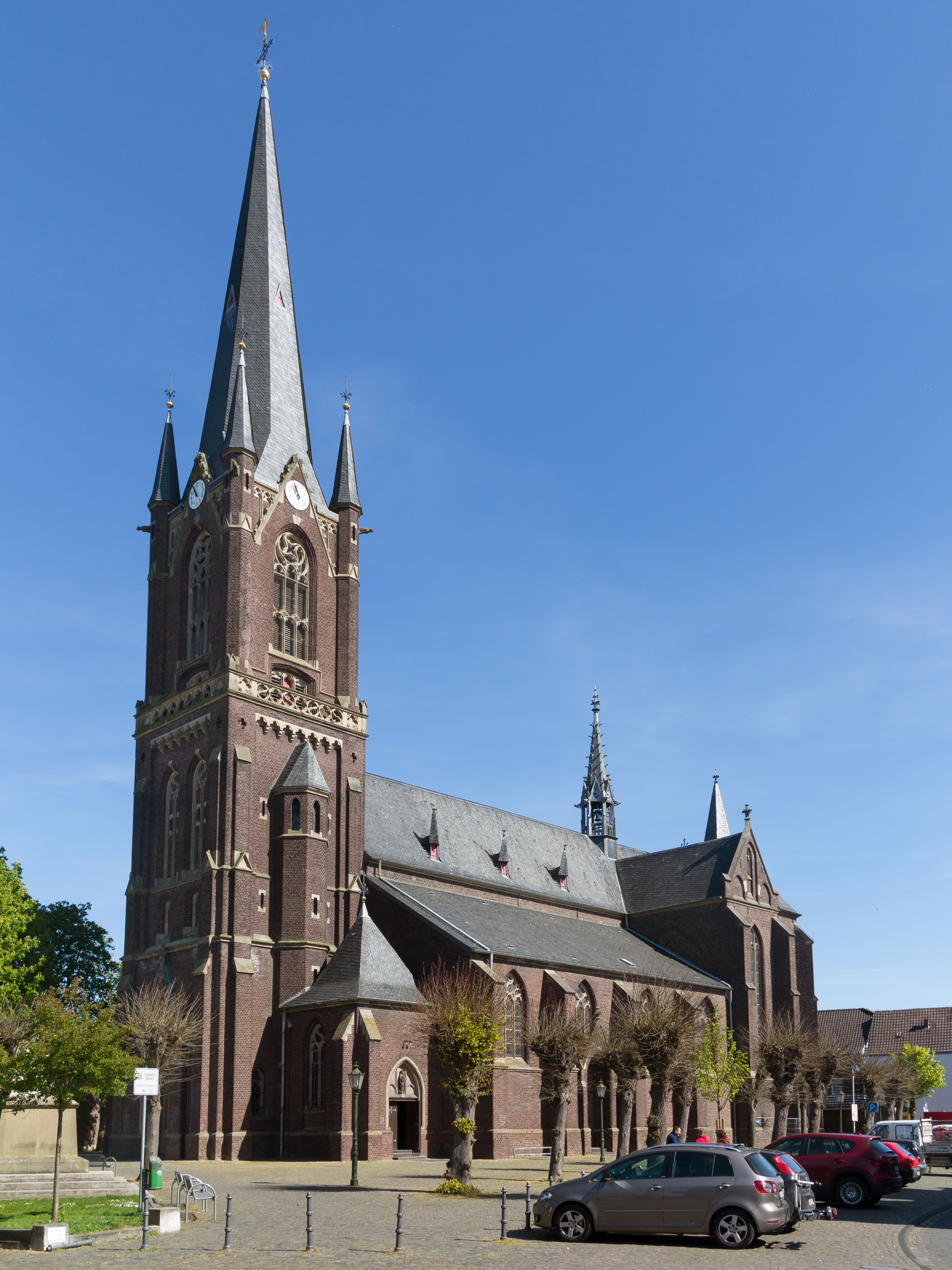
St. Peter und Paul (Aldekerk)

Die römisch-katholische Pfarrkirche St. Peter und Paul ist ein denkmalgeschütztes Kirchengebäude in Aldekerk, einem Ortsteil von Kerken im nordrhein-westfälischen Kreis Kleve.

## Geschichte und Architektur
Die Kirche wurde erstmals 1218 als ecclesia antiqua erwähnt, damals erhielt sie das Tauf- und Begräbnisrecht. Spätestens seit 1274 wurde sie mit der Ernennung eines eigenen Pfarrers und der Festlegung der Pfarrgrenzen selbstständig. Sie gehört seit 1821 zum Bistum Münster.
Die jetzige neugotische Pseudobasilika aus Backstein wurde im 19. Jahrhundert errichtet. Sie geht auf eine Vorgängerkirche des 15. Jahrhunderts zurück, die mehrfach zerstört und wieder errichtet wurde. Der Westturm ist vorgesetzt. Die Ausstattung wurde von bekannten Künstlern der Neugotik geschaffen. Die großformatigen Wand- und Gewölbe- sowie die Rankenmalereien stammen von J. Rensing (1875) und insbesondere dem Stummelschüler Gerhard Lamers (1909–1914) und zieren nahezu den gesamten Innenraum. Der Chorraum wurde besonders aufwändig dekoriert. Die Fenster von 1905 und 1914 wurden von Friedrich Stummel entworfen und von W. Derrix gemalt. Die Wände und Ausmalungen wurden 1956 weiß getüncht. Bei Renovierungsarbeiten von 1975 bis 1977 wurden die Bemalungen wieder freigelegt. In dieser Zeit wurde eine neue Orgel eingebaut. Die neugotischen Altäre, Haupt-, Marien- und Annaaltar, wurden nach dem Vorbild spätmittelalterlicher Schnitzaltäre geschaffen.

## Ausstattung
Der Hauptaltar wurde 1905 von den Gebrüdern Tenelsen, H. Brey und H. Holtmann angefertigt. Wenn der Altar geöffnet ist, sieht man das Kreuzopfer Christi; ist er geschlossen, zeigen die Bildtafeln das dreifache Amt Christi, Lehramt, Hirtenamt und das Priesteramt. In den Fenstern wird die von Heiligen verehrte Dreifaltigkeit dargestellt. Der Marienaltar wurde 1881 von F. Perey angefertigt, die Muttergottes steht herausgehoben in ihm. Die Innenfelder sind mit Reliefs aus dem Marienleben verziert. Malerei und Fenster im Marienchor sind thematisch auf Maria abgestimmt. Der Annaaltar wurde 1888 von Ferdinand Langenberg geschnitzt und 1912 von Peter Jansen vergoldet. Den Mittelpunkt bildet eine Darstellung der Anna selbdritt. Friedrich Stummel malte die Flügelbilder mit Szenen aus dem Leben von Joachim und Anna, den Eltern Marias. Über dem Altar ist der Stammbaum Jesu, die Wurzel Jesse, angebracht. 14 Kreuzwegstationen, gemalt in Öl auf Kupfer wurden in der Schule von Fr. Stummel hergeste llt. Die Orgel wurde erstmals von Rütter aus Kevelaer aufgestellt und 1977 von Speith-Orgelbau aus Rietberg erneuert und um den Orgelprospekt erweitert. Die Orgel mit etwa 3.000 Pfeifen ist dreimanualig. Sie ist mit einer elektronischen Spiel- und Registertraktur ausgestattet. Das Instrument wurde 2009 um ein spanisches Trompetenwerk erweitert. Im Turm hängen seit 1949 vier eiserne Glocken, die alten Bronzeglocken wurden 1942 zu Kriegszwecken eingeschmolzen.

### Ausstattung aus der Vorgängerkirche
Von der Vorgängerkirche wurden einige Stücke übernommen: Der Taufstein von 1218 in Namurer Blaustein gefertigt, die Ecksäulen gingen verloren. Die Kanzel stammt aus dem 17. Jahrhundert. In den Seitenschiffen stehen einige ländliche Holzskulpturen aus dem 18. Jahrhundert. Das Chorgestühl stammt aus dem 17. Jahrhundert.